# Welterbe in der Schweiz
Das Welterbe in der Schweiz (französisch patrimoine mondial en Suisse, italienisch patrimonio mondiale in Svizzera, rätoromanisch patrimoni mundial en Svizra) umfasst (Stand 2021) dreizehn UNESCO-Welterbestätten, darunter neun Stätten des Weltkulturerbes und vier Stätten des Weltnaturerbes. Fünf dieser Stätten sind grenzüberschreitend oder transnational.
Die Schweiz hatte bereits 1975 die Welterbekonvention unterzeichnet. 1983 wurden mit der Berner Altstadt, dem Benediktinerinnenkloster St. Johann und der Fürstabtei St. Gallen die ersten drei Schweizer Welterbestätten ausgezeichnet. Erst Ende der 1990er-Jahre reichte der Bundesrat neue Nominierungen bei dem Auswahlkomitee ein. Im Jahr 2001 wurde mit der Region Schweizer Alpen Jungfrau-Aletsch erstmals eine Schweizer Weltnaturerbestätte in die Liste der UNESCO aufgenommen, die bislang letzte Welterbestätte wurde 2021 eingetragen.

## Geschichte

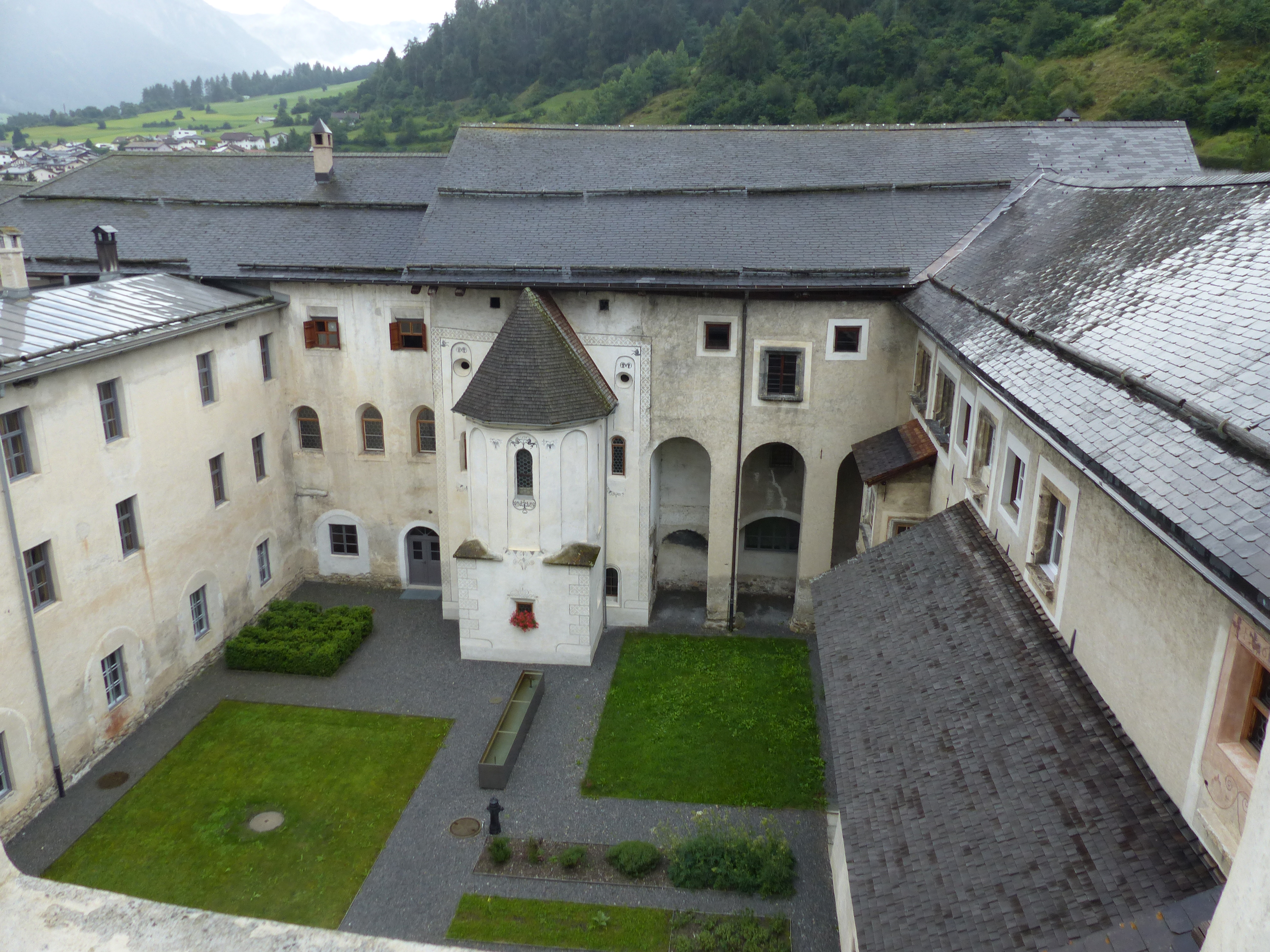
Innenhof des Klosters St. Johann in Müstair, das 1983 zu den ersten Weltkulturerbestätten der Schweiz zählte

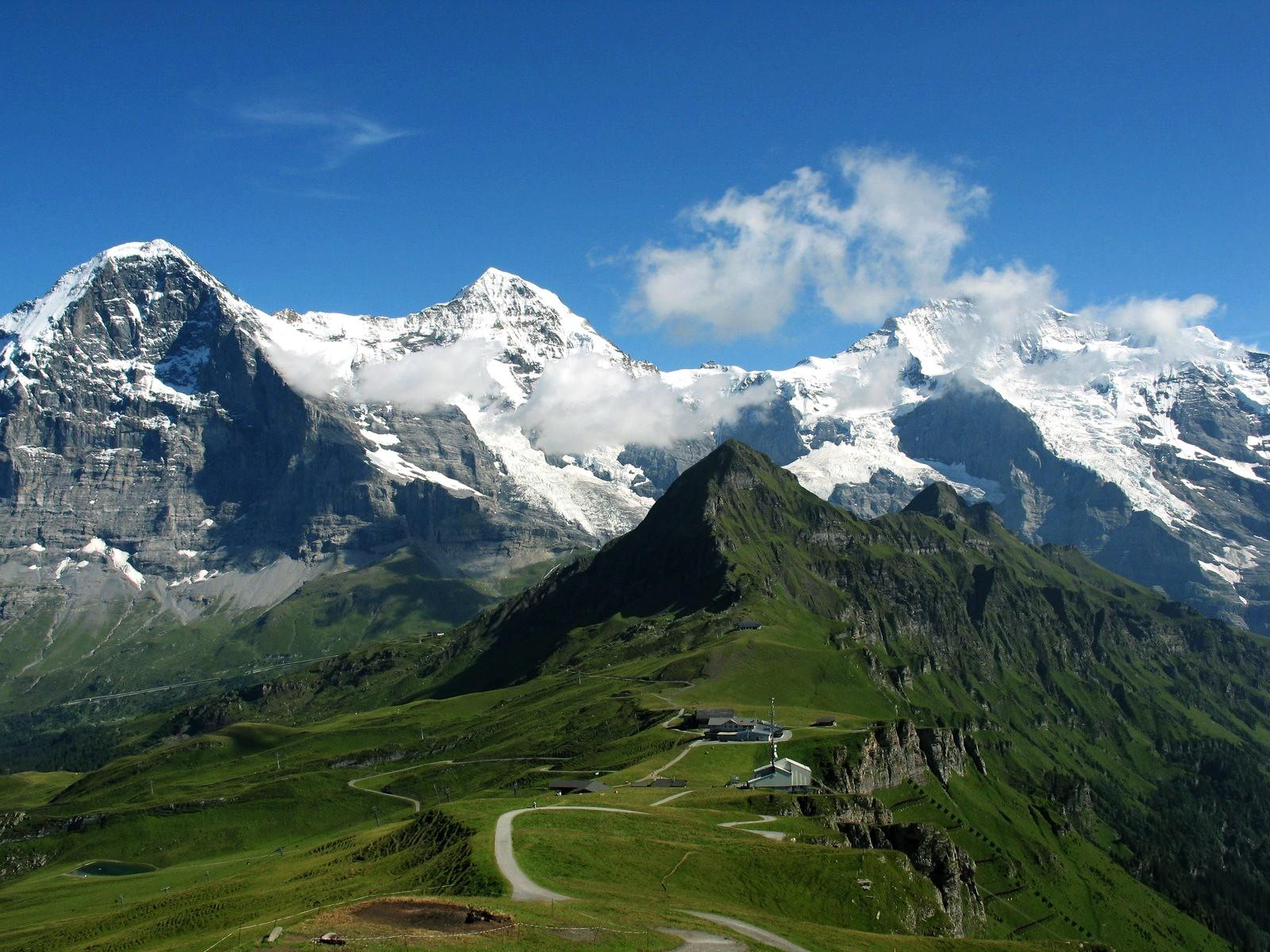
Eiger, Mönch und Jungfrau gehören zur ersten Weltnaturerbestätte der Schweiz (seit 2001)

Im November 1972 beschloss die Generalkonferenz der UNESCO in Paris das Übereinkommen zum Schutz des Kultur- und Naturgutes der Welt (Welterbekonvention). Das Übereinkommen hat das Ziel, Kultur- und Naturgüter, die einen «aussergewöhnlichen universellen Wert» besitzen, zu schützen und als Bestandteil des Welterbes der ganzen Menschheit zu erhalten. Die Schweizer Bundesversammlung ermächtigte im Juni 1975 den Bundesrat, das Übereinkommen zu ratifizieren. Die Welterbekonvention trat schliesslich für die Schweiz am 17. Dezember 1975 in Kraft.
1983 wurden drei Schweizer Kulturgüter in die Welterbeliste aufgenommen. Mit der Zähringerstadt Bern, dem karolingischen Kloster St. Johann in Müstair und der barocken Fürstabtei St. Gallen wurden unterschiedliche Bauformen und Verwendungszwecke sakraler und weltlicher Bauten berücksichtigt. Die Schweizerische UNESCO-Kommission glaubte, damit die wichtigsten Beiträge der Schweiz zum kulturellen Welterbe erfasst zu haben. 1999 bestätigte das Schweizerische Nationalkomitee von ICOMOS diese Auffassung und sprach sich für ein Moratorium bei der Nominierung weiterer Stätten aus.
Dessen ungeachtet wurde im Jahr 2000 mit den drei Burgen von Bellinzona ein weiteres Kulturgut als UNESCO-Welterbe anerkannt. In den folgenden Jahren legte die Schweiz mit ihren Kandidaturen den Schwerpunkt auf Naturgüter und Kulturlandschaften. Sie folgte damit den Beschlüssen der 12. Generalversammlung der Vertragsstaaten des Welterbe-Übereinkommens, wonach eine «repräsentative, ausgewogene und glaubwürdige Welterbeliste» gefördert werden soll.
Im Jahr 2004 setzten das Bundesamt für Kultur und das Bundesamt für Umwelt, Wald und Landschaft eine Expertengruppe ein, die gemäss den Vorgaben der Welterbe-Kommission eine Tentativliste (liste indicative) über mögliche Kandidaten erstellte. Es wurden insgesamt fünf Stätten für eine Kandidatur empfohlen. Die Empfehlungen der Kommission wurden bis zum Jahr 2010 durch den Bundesrat umgesetzt, die Vorschläge wurden bis 2016 als Welterbe anerkannt. 2017 setzte die Schweiz zwei neue Vorschläge auf die Tentativliste.

## Organisation
Gemäss den Richtlinien für die Durchführung des Übereinkommens zum Schutz des Kultur- und Naturerbes der Welt können nur die Vertragsstaaten Nominationen einreichen. Auf internationaler Ebene erfolgt somit die Übermittlung einer Nomination durch den Schweizer Bundesrat. Auf nationaler Ebene sind das Bundesamt für Kultur (BAK) und das Bundesamt für Umwelt (BAFU) für das Welterbe in der Schweiz zuständig. Die schweizerische UNESCO-Kommission berät zusätzlich den Bund in seinen Beziehungen zur UNESCO.
Grundsätzlich können Einzelpersonen, Gemeinden, Kantone oder Organisationen eine Kandidatur zum Welterbe anregen. Rechtliche Grundlage für die Anerkennung möglicher Welterbestätten ist das Bundesgesetz über den Natur- und Heimatschutz von 1966. Die Grundlage für den Schutz und die Erhaltung von Welterbestätten in der Schweiz bildet das Bundesgesetz über die Raumplanung von 1979. Sowohl die betreffenden Kantone als auch das zuständige Bundesamt müssen der Nomination zustimmen, erst danach entscheidet der Bundesrat endgültig über die Kandidatur. Der Bundesrat veranlasst auch die Erstellung der erforderlichen Kandidatendossiers beim zuständigen Bundesamt. Seit 2004 wurden nur noch Vorschläge bearbeitet, die auf die Tentativliste gesetzt wurden. Eine Überarbeitung dieser Liste wurde im Jahr 2007 abgelehnt und erfolgte erst 2017, nachdem bis 2016 alle bisherigen Einträge in das Welterbe aufgenommen worden waren.
Jeder Vertragsstaat kann pro Jahr maximal zwei Kandidaturen anmelden, über die das Welterbekomitee auf einer jährlichen Tagung entscheidet.
Von 1978 bis 1985 war die Schweiz Mitglied des Welterbekomitees. Im Oktober 2009 wurde die Schweiz erneut für eine vierjährige Amtszeit in das Komitee gewählt.

## Welterbestätten
Die folgende Tabelle listet die UNESCO-Welterbestätten in der Schweiz in chronologischer Reihenfolge nach dem Jahr ihrer Aufnahme in die Welterbeliste (K – Kulturerbe, N – Naturerbe, K/N – gemischt, (G) – auf der Liste des gefährdeten Welterbes). Die Beschreibung der Welterbestätten orientiert sich an den Angaben in der UNESCO-Welterbeliste bzw. an den Veröffentlichungen der schweizerischen UNESCO-Kommission.
| Bild                                                           | Bezeichnung                                                                                     | Jahr | Typ | Ref. | Beschreibung |
| -------------------------------------------------------------- | ----------------------------------------------------------------------------------------------- | ---- | --- | ---- | --- |
| Luftbild der Berner Altstadt (weitere Bilder)                  | Altstadt von Bern (Lage)                                                                        | 1983 | K   | 267  | Der historische Stadtkern Berns umfasst Bauwerke aus mehreren Jahrhunderten, die zu einem Grossteil in ihrer originalen Substanz erhalten geblieben sind. Trotz der zunehmend komplexeren Funktionen, die Bern als Bundesstadt erfüllen musste, konnte die Altstadt ihre mittelalterliche Struktur beibehalten. |
| Inneres der Stiftsbibliothek St. Gallen (weitere Bilder)       | Stiftsbezirk St. Gallen (Lage)                                                                  | 1983 | K   | 268  | Das 719 gegründete Benediktinerkloster war als Fürstabtei bis zur Säkularisation im Jahr 1805 ein bedeutendes kulturelles Zentrum des Abendlandes. Stiftsbibliothek und Stiftsarchiv beherbergen eine wertvolle Sammlung frühmittelalterlicher Handschriften und ergänzen als mobiles Kulturgut das barocke Gebäudeensemble um die Stiftskirche. |
| Gesamtansicht des Klosters St. Johann (weitere Bilder)         | Benediktinerinnenkloster St. Johann in Müstair (Lage)                                           | 1983 | K   | 269  | Das um 800 gegründete Kloster gilt als eine Stiftung Karls des Grossen. Seit dem 12. Jahrhundert ist es ein Benediktinerinnenkonvent. Hauptsehenswürdigkeit sind die Ende des 19. Jahrhunderts wiederentdeckten karolingischen Fresken, die einen Wandbildzyklus bilden. |
| Castello di Montebello (weitere Bilder)                        | Festung von Bellinzona                                                                          | 2000 | K   | 884  | Die mittelalterlichen Wehranlagen der Stadt Bellinzona bestehen aus der zentralen Burg Castelgrande (Lage), den benachbarten Burgen Montebello (Lage) und Sasso Corbaro (Lage) sowie den verbindenden Festungsmauern (Murata). |
| Aletschgletscher (weitere Bilder)                              | Schweizer Alpen Jungfrau-Aletsch (Lage)                                                         | 2001 | N   | 1037 | Das 824 km² umfassende Gebiet mit den Bergen Eiger, Mönch und Jungfrau sowie dem Grossen Aletschgletscher stellt das grösste zusammenhängende vergletscherte Gebiet Eurasiens dar. Das Welterbe umfasste zuerst die Region Jungfrau-Aletsch-Bietschhorn und wurde 2007 auf die heutige Grösse erweitert. |
| Luganersee mit Monte San Giorgio (weitere Bilder)              | Monte San Giorgio (Lage)                                                                        | 2003 | N   | 1090 | Der zwischen den südlichen Armen des Luganersees gelegene 1097 m hohe Berg gilt als die bedeutendste Fundstätte für Fossilien aus der Mitteltrias. Wissenschaftliche Ausgrabungen haben seit 1924 zahlreiche Versteinerungen von Fischen, Reptilien, Krustentieren und Insekten freigelegt. 2010 wurde die Welterbestätte um den südlichen, zu Italien zählenden Teil erweitert.                                                                         |
| Weinberge von Lavaux (weitere Bilder)                          | Weinberg-Terrassen von Lavaux (Lage)                                                            | 2007 | K   | 1243 | Die steilen Abhänge zum Genfersee zwischen Lausanne und Vevey wurden bereits im 11. Jahrhundert von Mönchen zur Kultivierung von Weinreben genutzt. Die Weinberg-Terrassen erstrecken sich über 40 km und zeugen von der Entwicklung einer lebendigen Kulturlandschaft. |
| Hauptüberschiebung am Piz Segnes (weitere Bilder)              | Tektonikarena Sardona (Lage)                                                                    | 2008 | N   | 1179 | In dem rund 300 km² grossen Gebiet um den Piz Sardona überlagern 250–300 Mio. Jahre alte Gesteinsschichten deutlich jüngere Gesteine. Die Überschiebung zeugt anschaulich von tektonischen Prozessen und trug zum Verständnis der Gebirgsbildung bei. |
| Kreisviadukt von Brusio                                        | Rhätische Bahn                                                                                  | 2008 | K   | 1276 | Die Albula- und die Berninalinie der Rhätischen Bahn verbinden Thusis mit der italienischen Stadt Tirano. Die Linien wurden 1904 und 1910 fertiggestellt und gelten als eine technische Meisterleistung aus der Pionierzeit der Eisenbahn. Die Welterbestätte ist grenzüberschreitend mit Italien. |
| Ansicht von La Chaux-de-Fonds (weitere Bilder)                 | La Chaux-de-Fonds/Le Locle                                                                      | 2009 | K   | 1302 | Die Zwillingsstädte La Chaux-de-Fonds (Lage) und Le Locle (Lage) entwickelten sich im 18. Jahrhundert zu bedeutenden Zentren der schweizerischen Uhrenindustrie. Die enge Verbindung von Produktions- und Wohnstätten prägte das Bild der Städte; bereits Karl Marx hatte La Chaux-de-Fonds als «eine einzige Uhrenmanufaktur» beschrieben. |
| Rekonstruierte Pfahlbausiedlung in Gletterens (weitere Bilder) | Prähistorische Pfahlbauten um die Alpen                                                         | 2011 | K   | 1363 | 111 Pfahlbausiedlungen aus der Zeit zwischen 5000 und 500 vor Christus wurden in die Liste aufgenommen. 56 Fundstellen davon liegen in der Schweiz, die übrigen in Deutschland, Österreich, Frankreich, Slowenien und Italien. Die schweizerischen Pfahlbausiedlungen verteilen sich über 15 Kantone. |
| Villa Le Lac in Corseaux                                       | Das architektonische Werk von Le Corbusier – ein herausragender Beitrag zur "Modernen Bewegung" | 2016 | K   | 1321 | Die Welterbestätte umfasst 17 Bauten des Architekten Le Corbusier. Die Gebäude zeigen die Lösungen, welche die Moderne im 20. Jahrhundert für die Herausforderungen des Erfindens neuer architektonischen Techniken bereithielt, um auf die Bedürfnisse der Gesellschaft einzugehen. Mit der Villa Le Lac sowie dem Maison Clarté liegen zwei der Bauten in der Schweiz, die übrigen in Frankreich, Argentinien, Belgien, Deutschland, Indien und Japan. |
| Lodano-Tal (weitere Bilder)                                    | Alte Buchenwälder und Buchenurwälder der Karpaten und anderer Regionen Europas (Erweiterung)    | 2021 | N   | 1133 | Erweiterung der Welterbestätte um zwei Buchenwälder in der Schweiz: den Wald am Bettlachstock (Lage) und den Wald im Lodano-Tal (Lage). |

## Tentativliste
In der Tentativliste sind die Stätten eingetragen, die für eine Nominierung zur Aufnahme in die Welterbeliste vorgesehen sind.

### Aktuelle Welterbekandidaten
Mit Stand 2021 ist eine Stätte in der Tentativliste der Schweiz eingetragen, die letzte Überarbeitung eines Vorschlags erfolgte 2021. Die folgende Tabelle listet die Stätten in chronologischer Reihenfolge nach dem Jahr ihrer Aufnahme in die Tentativliste.
| Bild             | Bezeichnung               | Jahr | Typ | Ref. | Beschreibung |
| ---------------- | ------------------------- | ---- | --- | ---- | --- |
| (weitere Bilder) | Salginatobelbrücke (Lage) | 2017 | K   | 6191 | Die von Robert Maillart 1929 entworfene und 1930 fertiggestellte Stahlbetonbrücke gilt als technische und architektonische Meisterleistung der Ingenieurkunst. Sie ist 132 m lang. |

### Ehemalige Welterbekandidaten
Diese Stätten standen früher auf der Tentativliste, wurden jedoch wieder zurückgezogen oder von der UNESCO abgelehnt. Stätten, die in anderen Einträgen auf der Tentativliste enthalten oder Bestandteile von Welterbestätten sind, werden hier nicht berücksichtigt.
| Bild         | Bezeichnung                                | Jahr      | Typ | Ref. | Beschreibung |
| ------------ | ------------------------------------------ | --------- | --- | ---- | --- |
| Villa Schwob | Das architektonische Werk von Le Corbusier | 2004–2016 | K   | 2037 | Neben den in das Welterbe aufgenommenen Bauten enthielt der Vorschlag "Das urbanistische und architektonische Werk von Le Corbusier" aus der Schweiz ursprünglich auch die Villa Jeanneret-Perret (Lage) und die Villa Schwob (Lage) in La Chaux-de-Fonds. Nach der ersten Zurückverweisung der Nominierung durch das Welterbekomitee 2009 waren diese beiden Bauten bei dem 2011 neu eingereichten Vorschlag nicht mehr enthalten. |

## Sonstiges UNESCO-Kultur- und -Naturerbe
Neben der Welterbekonvention hat die Schweiz auch weitere zum UNESCO-Kultur- und -Naturerbe zählende Konventionen ratifiziert bzw. nimmt an den entsprechenden Programmen teil.

### Immaterielles Kulturerbe
2008 hat die Schweiz das Übereinkommen zur Erhaltung des immateriellen Kulturerbes ratifiziert. Ziel des Übereinkommens ist die Erhaltung des sogenannten Immateriellen Kulturerbes. Das Schweizer Bundesamt für Kultur hat aus 387 Vorschlägen der kantonalen Kulturstellen 167 Traditionen ausgewählt und im Oktober 2011 die Liste der lebendigen Traditionen in der Schweiz veröffentlicht. Im Frühjahr 2012 wurde die Liste durch ein Web-Inventar mit umfassender Dokumentation ergänzt.
Auf der  Repräsentativen Liste des immateriellen Kulturerbes der Menschheit figurieren ausserdem drei kulturelle Ereignisse und drei Kulturtechniken aus der Schweiz:
- Die Fête des Vignerons in Vevey  (seit 2016)
- Die Basler Fasnacht  (seit 2017)
- Das Lawinenrisikomanagement  (gemeinsam mit Österreich, seit 2018)
- Die Kunst des Trockenmauerwerks  (gemeinsam mit sieben Ländern, seit 2018)
- Der Alpinismus  (gemeinsam mit Frankreich und Italien, seit 2019)
- Die Prozessionen der Karwoche in Mendrisio  (seit 2019)

### Biosphärenreservate
Auf der UNESCO-Liste der Biosphärenreservate befinden sich die beiden folgenden Regionen:
- Schweizer Nationalpark (seit 1979)
- Entlebuch (seit 2001)

### Memory of the World
An dem Welterbeprogramm Memory of the World ist die Schweiz offiziell noch nicht mit einem Nationalkomitee beteiligt. Allerdings wurden mit den Archiven der Internationalen Agentur für Kriegsgefangene des Internationalen Komitees vom Roten Kreuz und den Archiven des Völkerbundes Dokumente zweier internationaler Organisationen aufgenommen, die ihren Sitz in Genf haben. Zusätzlich wurden im Frühjahr 2011 die Schriften Jean-Jacques Rousseaus in das Register des Weltdokumentenerbes aufgenommen. Diese Nominierung entstand unter der Federführung der Bibliothek von Genf. 2013 wurde mit Audio- und Videomitschnitten des Montreux Jazz Festival aus dem Archiv von Claude Nobs ein zweiter Schweizer Beitrag als Weltdokumentenerbe anerkannt.